# Aimé Berthet
Aimé Berthet (Cogne, 1913 - 1971) fou un mestre i polític valldostà, un dels màxims exponents històrics de la democràcia cristiana valldosana.
Inicialment es va inclinar políticament per la democràcia cristiana, però el 1945 formà part del comitè fundador d'Unió Valldostana, més sensible als valors regionals i a l'autogovern regional. A les eleccions regionals de la Vall d'Aosta de 1949 fou escollit conseller regional i fou assessor d'instrucció pública fins al 1957. Posteriorment fou escollit senador per UV a les eleccions legislatives italianes de 1968. Durant la seva activitat política es destacà per la seva defensa de la llengua francesa. Va morir dos dies després d'atendre una de les reunions del Consell d'Europa.
Va fer diverses publicacions. Destacà en història econòmica amb estudis com Relations économiques et culturelles de la Vallée d'Aoste avec le Valais au XVI et au XVII siècles i de més locals, com La Vie pastorale dans le massif du Grand-Paradis i un Chansonnier Valdôtain (1960). També va escriure sobre el cristianisme a Une chaine d'amour chrétienne soudée depuis l'an 1000 en vallée d'Aosta.